# Santa Elena Poco Uinic
 (mai 2012).
Si vous disposez d'ouvrages ou d'articles de référence ou si vous connaissez des sites web de qualité traitant du thème abordé ici, merci de compléter l'article en donnant les références utiles à sa vérifiabilité et en les liant à la section « Notes et références ».
Poco Uinic est un site maya situé au sud du site plus connu de Tonina, et à l'ouest de Yaxchilan et de Bonampak, donc à la frontière ouest de la zone maya classique préhispanique.